# Magnololo

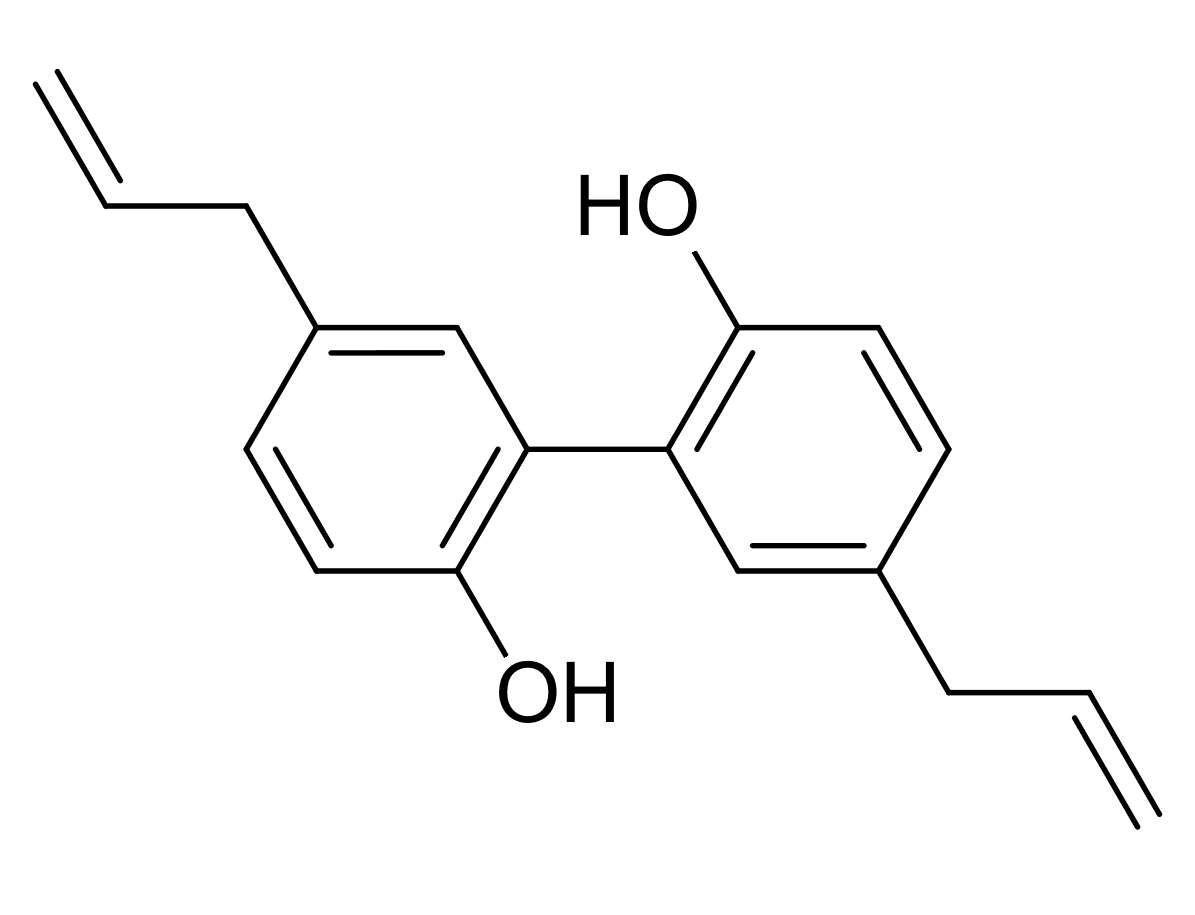
Struttura chimica del magnololo

Il magnololo è un neolignano identificato in molte piante medicinali utilizzate nella medicina tradizionale cinese per il trattamento di numerose problematiche, tra cui disturbi gastrointestinali, asma, allergia, ansia. Principalmente si estrae dalla corteccia della Magnolia officinalis, pianta che viene comunemente chiamata Hou Po, e da altre specie appartenenti alla famiglia Magnoliaceae. Oltre al magnololo nella corteccia della Magnolia è presente il suo isomero, l'honokiolo.
In Cina, le prescrizioni contenenti Hou Po sono ancora in uso nella moderna pratica clinica. Magnololo e honokiolo sono i due componenti principali della corteccia della pianta. Il contenuto totale dei due principi attivi è considerato un parametro importante per valutare la qualità della Magnolia.

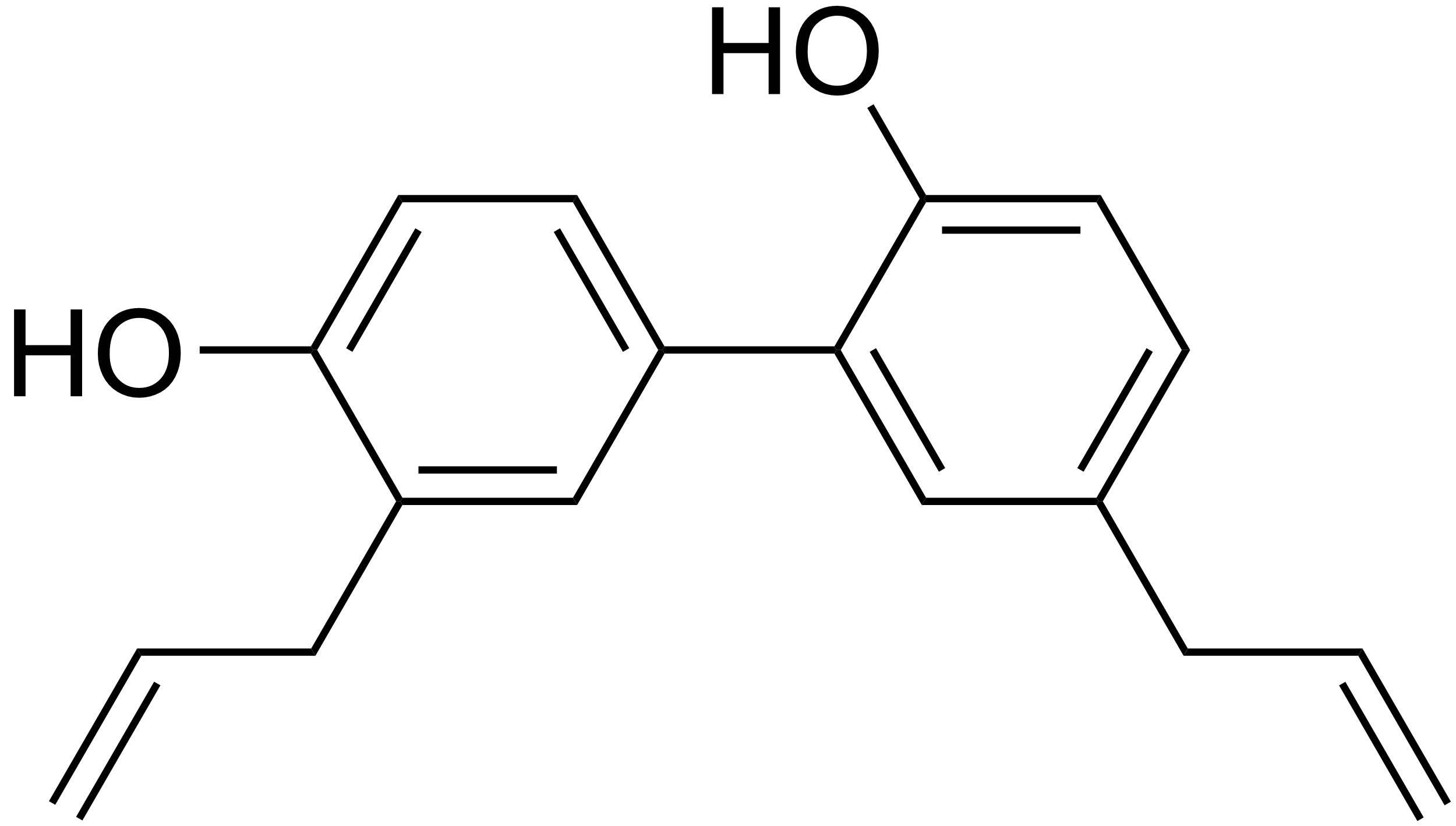
Struttura chimica dell'honokiolo

## Struttura chimica
Il magnololo (5,5’-diallil-2,2’-diidrossibifenile) è un composto polifenolico con struttura bifenilica, ed è l'isomero strutturale dell'honokiolo. Presenta due nuclei bisfenolici isomerici sostituiti ognuno con una funzione allilica.

### Solubilità
Il magnololo è poco solubile in acqua. La solubilità è pari a 1.24 mg/l alla temperatura di 25 °C. La solubilità è maggiore nel solvente DMSO.

## Contenuto
Il contenuto di magnololo e honokiolo nella corteccia della Magnolia officinalis dipende da una serie di fattori. Tra questi riconosciamo: specie, area di origine, età della pianta; si è visto infatti che la concentrazione dei due composti è massima quando la pianta raggiunge un’età di circa 27 anni. Altri fattori che influenzano la concentrazione in principi attivi sono la parte della pianta (le radici sembrano contenere la percentuale più elevata) e il metodo di estrazione utilizzati.

## Effetti farmacologici

### Attività antiproliferativa
Il magnololo inibisce la crescita di cellule tumorali grazie all’induzione di meccanismi di apoptosi e alla conseguente inibizione della proliferazione in vitro. In cellule di carcinoma orali umani questa azione sembra dipendere dall'aumento nella concentrazione intracellulare di Ca2+, che avviene mediante il rilascio dello ione dal reticolo endoplasmatico per azione della fosfolipasi C (PLC) e al suo ingresso cellulare operato dalla proteina chinasi C (PKC). Lo ione è un secondo messaggero che modula diversi processi citosolici, tra cui la contrazione muscolare, l’espressione genica, l’apoptosi.

### Attività antinfiammatoria
In alcuni studi si è evidenziato che il magnololo ha effetti antinfiammatori; questa azione è dovuta alla sua capacità di bloccare la formazione di molecole segnale che attivano la risposta flogistica. Si è infatti osservato che inibisce l’enzima iNOS (isoforma inducibile dell’ossido nitrico sintasi) e il fattore di trascrizione NF-κB che promuove la formazione di geni coinvolti nella risposta pro-infiammatoria.Inoltre, inibisce l’azione dell’enzima COX-2 riducendo di conseguenza la liberazione di prostaglandina E2 (PGE2) e trombossano B2 (TxB2), importanti mediatori della risposta infiammatoria. Infine, il magnololo ha attività antinfiammatoria in quanto agisce attenuando l’espressione del fattore di necrosi tumorale (TNFα) e dell’interleuchina-1β.

### Attività antiossidante
La capacità antiossidante del composto è stata attribuita alla presenza delle due funzioni fenoliche nella struttura. La molecola agisce intrappolando quattro radicali perossilici (ROO•). L'inibizione dell’ossidazione è composta da due fasi:
1. una forte inibizione (della durata di ∼2000 s) corrispondente all'intrappolamento dei primi due radicali ROO•;[4]
2. una più debole, relativa al legame con due radicali aggiuntivi. Dopo la reazione con i primi due radicali perossilici, uno dei due anelli fenolici viene convertito in un cicloesadienone, il quale instaura un legame idrogeno con il gruppo -OH del secondo anello riducendo molto la reattività del secondo gruppo fenolico.[4]

### Attività sul sistema nervoso centrale
A livello del Sistema Nervoso Centrale (SNC) è stato proposto che svolga effetti ansiolitici per l’attivazione del sistema GABAA ed effetti antidepressivi in quanto aumenta i livelli di serotonina e noradrenalina. Avrebbe anche un'attività di protezione nei disturbi neurodegenerativi, come nella malattia di Alzheimer. Questa protezione sembra essere correlata all’aumento nel rilascio del neurotrasmettitore acetilcolina, alla riduzione dell’attività dell’enzima acetilcolinesterasi e a effetti antiossidanti.

### Attività sul sistema gastrointestinale
A livello dell’apparato gastrointestinale (GI) il magnololo può causare rilassamento muscolare e rallentare la peristalsi per un effetto antagonistico sui canali dello ione Ca2+.

### Attività sul sistema respiratorio
Il magnololo avrebbe un effetto benefico in patologie respiratorie di tipo allergico e nell’asma. Questo grazie alla capacità della molecola di sopprimere la reazione allergica di tipo IV mediata dai linfociti e di bloccare l’afflusso di Ca2+ a livello della muscolatura liscia tracheale. In particolare, stimola l’attivazione dei canali del potassio calcio-dipendenti (BKCa) nelle cellule muscolari lisce tracheali, aumentando la fuoriuscita di K+ e provocando così iperpolarizzazione.

### Attività sul sistema cardiovascolare
A livello cardiovascolare è importante per varie azioni. Il magnololo riduce lo stress ossidativo legato alla produzione di specie reattive dell'ossigeno (ROS). Le specie reattive dell’ossigeno promuovono l'infiammazione, l'aggregazione piastrinica e la morte delle cellule endoteliali. Tutti questi eventi portano alla formazione di lesioni cardiovascolari. Il composto agisce con azione antiossidante; questo meccanismo è importante in quanto può essere utilizzato come potenziale strategia terapeutica per ridurre l’aggregazione piastrinica e fenomeni aterosclerotici.

### Attività ipoglicemizzante
Alcuni studi suggeriscono che il magnololo possa svolgere un'azione ipoglicemizzante anche preservando la funzione delle cellule β-pancreatiche attraverso diversi meccanismi d’azione. Tra questi è stato riportato che aumenta l'espressione dei geni PDX1 (Pancreatic and Duodenal homeobox 1), azione importante per il mantenimento della biosintesi dell'insulina e della massa β-cellulare. Inoltre, inibirebbe la produzione di citochine pro-infiammatorie, tra cui l'interleuchina-1β (IL-1β), con conseguente diminuzione significativa della liberazione di ROS. Queste citochine vengono prodotte e secrete dalle cellule β in condizioni di elevati livelli di glucosio nel sangue e la loro liberazione porta ad un aumento della concentrazione delle specie reattive dell’ossigeno (ROS). Il danno alle cellule pancreatiche dato dai ROS riduce la secrezione di insulina, con conseguente condizione di iperglicemia e generazione continua di stress ossidativo. Alcuni autori hanno anche evidenziato che il magnololo aumenta l'espressione della glutatione perossidasi (GPX), un enzima antiossidante che svolge un ruolo importante nell'adattamento cellulare. Infine, aumenta l’attività dell’enzima gliossalasi I con conseguente riduzione della formazione di addotti proteici. La gliossalasi I è un enzima citoplasmatico che previene le reazioni di glicazione utilizzando come cofattore il glutatione (GSH). La glicazione delle proteine è una modifica post-traduzionale associata alle complicanze croniche del diabete. Lo stress ossidativo causato dalla glicazione può diminuire la massa delle cellule β-pancreatiche ed indurne la morte.

## Farmacocinetica

### Assorbimento e distribuzione
L’assorbimento è limitato dalla ridotta solubilità in acqua del composto. Dopo essere stato assorbito, dal torrente circolatorio si distribuisce in vari organi, dai quali viene rapidamente eliminato. Si è inoltre osservato che la molecola entra nel circolo enteroepatico.

### Metabolismo
Il magnololo è ampiamente metabolizzato dai tessuti e dagli enzimi batterici della flora intestinale. I principali metaboliti che si formano sono derivati idrogenati e idrossilici, tra questi il tetra-idro-magnololo e il trans-iso-magnololo, i quali rappresentano oltre il 90% dei metaboliti ottenuti. Per circa il 6% il neolignano viene metabolizzato a glucuronidi e solfati. Fegato e intestino sono gli organi principalmente coinvolti nella reazione di glucuronidazione. Gli enzimi responsabili di questo metabolismo sono le glucuronosiltransferasi (UGT) che catalizzano il trasferimento dell’acido glucuronico da UDP-glucuronato al magnololo, aumentando così l’idrofilia della molecola.

### Eliminazione
L’eliminazione avviene principalmente attraverso le feci, in parte anche tramite le urine. Questa avviene entro le prime 24 ore dalla somministrazione orale, suggerendo che la molecola viene rapidamente rimossa dall’organismo.

### Biodisponibilità
La biodisponibilità orale del magnololo sembra essere molto limitata, pari circa al 4%. La molecola è poco solubile in acqua, di conseguenza l’assorbimento risulta molto contenuto. Inoltre, dopo aver raggiunto la circolazione enteroepatica, il neolignano va incontro ad una rapida eliminazione da organi e tessuti. Questi fattori ne limitano l’utilizzo clinico; lo sviluppo di nuove formulazioni di magnololo con una migliore biodisponibilità orale potrebbe aumentarne gli effetti terapeutici.

## Interazioni

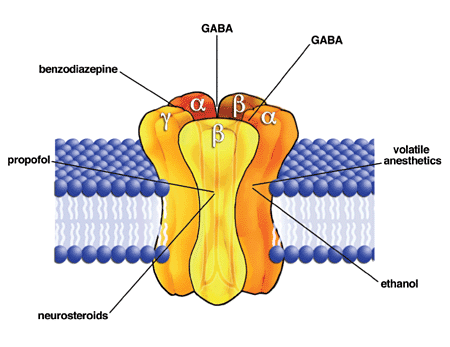
Recettore GABA_{A}

Il magnololo ha la capacità di inibire fortemente le glucuronosiltransferasi, in modo importante le isoforme UGT1A7 e UGT1A9. Questi ultimi sono enzimi che esercitano un importante potere di detossificazione da agenti cancerogeni e farmaci tossici. L’inibizione di questi porta all’aumento dei livelli ematici e tissutali di sostanze dannose aumentando in questo modo gli effetti tossici. Studi in vitro hanno evidenziato la capacità della molecola di inibire l’attività di diversi citocromi, tra cui CYP1A, CYP2C, CYP3A. L’inibizione di CYP1A avviene in maniera non competitiva, mentre l’inibizione di CYP2C e CYP3A in modo competitivo. Il magnololo potrebbe quindi potenzialmente interagire con farmaci co-somministrati metabolizzati a livello di questi enzimi. Un’altra azione evidenziata del magnololo è l’attivazione dei recettori cannabinoidi di tipo 1 (CB1) e 2 (CB2), i quali mediano effetti analgesici, antinfiammatori e stimolano l’appetito. Questo suggerisce che vi possa essere un potenziale effetto sinergico con molecole che agiscono a livello di tali recettori. Il magnololo avrebbe infine la capacità di aumentare gli effetti delle benzodiazepine e di altri farmaci utilizzati per trattare l’insonnia in quanto agirebbe a livello del recettore GABAA, promuovendo il sonno. Un'eventuale interazione con i farmaci ansiolitici e ipnotici non deve essere esclusa.